# Тигр (геральдика)

Тигр-щитотримач

Тигр, (англ. tyger) — гербова фігура у геральдиці. Тигр має тіло вовка, хвіст і гриву лева, потужні щелепи (верхня закінчується дзьобом) і витягнуту морду. Таким уявляли його середньовічні європейські художники, що ніколи не бачили реального звіра. За легендою, тигриця — грізна мати, готова люто захищати своє потомство, але людина може викрасти її дитинчат, якщо буде тримати перед собою дзеркало — тигриця буде загіпнотизована власним зображенням і втратить пильність. Тому геральдичні тигри іноді зображуються такими, що дивляться у дзеркало.

## Опис
У сучасній геральдиці також зустрічається «природний» тигр (англ.  tiger). Так амурський тигр зображений на  прапорі і  гербі  Приморського краю, на  гербі  Хабаровського краю, а також на багатьох  геральдичних символах міст і районів краю. Він же (під ім'ям «бабр») зображений на  гербі Іркутська, хоча і в дуже спотвореному через геральдичні помилки вигляді.
Амурський тигр також є національною твариною  Республіки Корея.
Малайський тигр є національним символом  Малайзії, де він зображується на гербі країни, емблемах різноманітних державних установ (наприклад, Банку Малайзії), емблемах формувань збройних сил («силових» міністерств і відомств), і т. і. У  Шрі-Ланці бенгальський тигр зображений на прапорі і емблемі тамільського  сепаратистського руху Звільнення Таміл-Іламу.

## Галерея

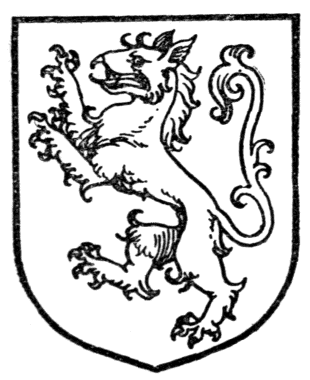
Геральдичний тигр
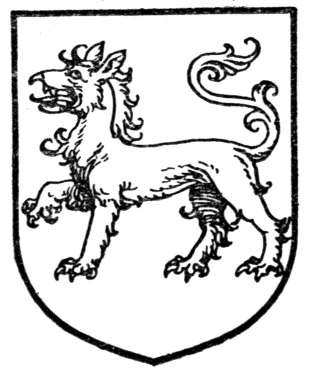
Геральдичний тигр
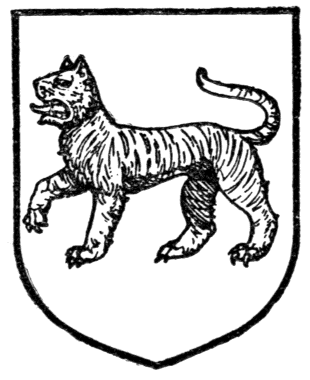
Натуральний тигр
Британська Бенгалія
Приморський край
Владивосток
Хабаровськ
Іркутськ (1790)
Малайзія
Сингапур
Вільна Індія